# Chiang Ching-yuan
Chiang Ching-yuan (* 31. Dezember 2006) ist eine taiwanische Leichtathletin, die im Kugelstoßen sowie im Diskuswurf an den Start geht. Aktuell ist sie Inhaberin des Landesrekordes im Kugelstoßen.

## Sportliche Laufbahn
Erste internationale Erfahrungen sammelte Chiang Ching-yuan im Jahr 2022, als sie bei den U18-Asienmeisterschaften in Kuwait mit 17,82 m und 45,42 m jeweils die Goldmedaille im Kugelstoßen und im Diskuswurf gewann. Im Jahr darauf belegte er bei den U20-Asienmeisterschaften in Yecheon mit 13,82 m den sechsten Platz im Kugelstoßen und gelangte mit 45,53 m auf Rang fünf im Diskusbewerb. 2024 gewann sie bei den U20-Weltmeisterschaften in Lima mit 16,01 m die Bronzemedaille im Kugelstoßen und belegte mit dem Diskus mit 52,57 m den sechsten Platz. Im Jahr darauf gewann sie bei den Asienmeisterschaften in Gumi mit 17,42 m die Bronzemedaille im Kugelstoßen hinter den Chinesinnen Ma Yue und Song Jiayuan. Kurz zuvor verbesserte sie den taiwanischen Landesrekord auf 17,83 m. Anschließend belegte sie bei den World University Games in Bochum mit 16,97 m den sechsten Platz im Kugelstoßen und verpasste mit dem Diskus mit 44,41 m den Finaleinzug. 
2024 wurde Chiang taiwanische Meisterin im Kugelstoßen sowie im Diskuswurf.

## Persönliche Bestleistungen
- Kugelstoßen: 17,83 m, 3. Mai 2025 in Fukuroi (taiwanischer Rekord)
- Diskuswurf: 53,16 m, 26. Februar 2024 in Kaohsiung (taiwanischer U20-Rekord)